# Rajd Nowej Zelandii 1999
Rezultaty Rajdu Nowej Zelandii (29th Rally New Zealand), eliminacji Rajdowych Mistrzostw Świata w 1999 roku, który odbył się w dniach 15–18 lipca. Była to dziewiąta runda czempionatu w tamtym roku i piąta na szutrze, a także dziewiąta w Production World Rally Championship i trzecia w mistrzostwach Azji i Pacyfiku. Bazą rajdu było miasto Auckland. Zwycięzcami rajdu została fińska załoga Tommi Mäkinen i Risto Mannisenmäki w Mitsubishi Lancerze Evo VI. Wyprzedzili oni rodaków Juhę Kankkunena i Juhę Repo w Subaru Imprezie WRC oraz Toniego Gardemeistera i Paava Lukandera w Seacie Córdobie WRC. Z kolei w Production WRC zwyciężyła urugwajsko-argentyńska załoga Gustavo Trelles i Martin Christie w Mitusbishi Lancerze Evo V.
Rajdu nie ukończyły cztery załogi fabryczne. Brytyjczyk Richard Burns w Subaru Imprezie WRC wycofał się na 7. odcinku specjalnym z powodu awarii skrzyni biegów. Jego rodak Colin McRae w Fordzie Focusie WRC miał awarię układu elektrycznego na 9. oesie, a inny kierowca Focusa WRC Szwed Thomas Rådström miał wypadek na 21. oesie. Z kolei Fin Harri Rovanperä w Seacie Córdobie WRC wycofał się na 17. odcinku specjalnym z powodu zbyt niskiego ciśnienia oleju.

## Klasyfikacja ostateczna
| Miejsce                | Zawodnik               | Pilot                  | Samochód                     | Czas                   | Strata                 | Grupa                  | Punkty                 |                        |
| Klasyfikacja generalna | Klasyfikacja generalna | Klasyfikacja generalna | Klasyfikacja generalna       | Klasyfikacja generalna | Klasyfikacja generalna | Klasyfikacja generalna | Klasyfikacja generalna | Klasyfikacja generalna |
| ---------------------- | ---------------------- | ---------------------- | ---------------------------- | ---------------------- | ---------------------- | ---------------------- | ---------------------- | ---------------------- |
| 1.                     | Tommi Mäkinen          | Risto Mannisenmäki     | Mitsubishi Lancer Evo VI     | 4:11:07.1              |                        | A8 M                   | 10                     |                        |
| 2.                     | Juha Kankkunen         | Juha Repo              | Subaru Impreza WRC           | 4:12:44.1              | +1:37.0                | A8 M                   | 6                      |                        |
| 3.                     | Toni Gardemeister      | Paavo Lukander         | SEAT Córdoba WRC             | 4:13:56.1              | +2.49.0                | A8 M                   | 4                      |                        |
| 4.                     | Didier Auriol          | Denis Giraudet         | Toyota Corolla WRC           | 4:17:22.9              | +6:15.8                | A8 M                   | 3                      |                        |
| 5.                     | Possum Bourne          | Graig Vincent          | Subaru Impreza WRC           | 4:17:55.4              | +6:48.3                | A8                     | 2                      |                        |
| 6.                     | Carlos Sainz           | Luis Moya              | Toyota Corolla WRC           | 4:19:23.0              | +8:15.9                | A8 M                   | 1                      |                        |
| 7.                     | Matthias Kahle         | Dieter Schneppenheim   | Toyota Corolla WRC           | 4:25:44.2              | +14:37.1               | A8                     |                        |                        |
| 8.                     | Freddy Loix            | Sven Smeets            | Mitsubishi Carisma GT Evo VI | 4:26:34.4              | +15:27.3               | A8 M                   |                        |                        |
| 9.                     | Gustavo Trelles        | Martin Christie        | Mitsubishi Lancer Evo V      | 4:28:32.8              | +17:25.7               | N4                     |                        |                        |
| 10.                    | Hamed Al-Wahaibi       | Tony Sircombe          | Mitsubishi Lancer Evo V      | 4:30:21.2              | +19:14.1               | N4 TC                  |                        |                        |
| PWRC                   |                        |                        |                              |                        |                        |                        |                        |                        |
| 1. (9.)                | Gustavo Trelles        | Martin Christie        | Mitsubishi Lancer Evo V      | 4:28:32.8              |                        | N4                     | 10                     |                        |
| 2. (10.)               | Hamed Al-Wahaibi       | Tony Sircombe          | Mitsubishi Lancer Evo V      | 4:30:21.2              | +1:48.4                | N4 TC                  | 6                      |                        |
| 3. (12.)               | Katsuhiko Taguchi      | Ron Teoh               | Mitsubishi Lancer Evo VI     | 4:33:46.0              | +5:13.2                | N4                     | 4                      |                        |
| 4. (13.)               | Toshihiro Arai         | Roger Freeman          | Subaru Impreza WRX           | 4:34:21.6              | +5:48.8                | N4                     | 3                      |                        |
| 5. (14.)               | Gabriel Mendez         | Daniel Muzio           | Mitsubishi Lancer Evo V      | 4:35:40.3              | +7:07.5                | N4                     | 2                      |                        |
| 6. (15.)               | Cody Crocker           | Greg Foletta           | Subaru Impreza WRX           | 4:35:59.1              | +7:26.3                | N4                     | 1                      |                        |
| 2L WRC                 |                        |                        |                              |                        |                        |                        |                        |                        |
| 1. (17.)               | Kenneth Eriksson       | Staffan Parmander      | Hyundai Coupé Kit Car Evo2   | 4:38:37.5              | -                      | A7                     |                        |                        |
| 2. (20.)               | Alister McRae          | David Senior           | Hyundai Coupé Kit Car Evo2   | 4:41:45.5              | +3:08.0                | A7                     |                        |                        |
| 3. (37.)               | Gaël Lecerf            | Yvon Catala            | Renault Clio Williams        | 5:09:42.9              | +31:05.4               | A7                     |                        |                        |

1. ↑  Litera M przy oznaczeniu grupy do której należy samochód oznacza, iż tylko ci kierowcy zdobywali punkty dla swoich zespołów liczonych w klasyfikacji producentów na koniec sezonu.

## Zwycięzcy odcinków specjalnych
| Dzień      | Odcinek | G. rozp. | Nazwa             | Długość  | Zwycięzca       | Czas    | Lider rajdu   |
| ---------- | ------- | -------- | ----------------- | -------- | --------------- | ------- | ------------- |
| 1 (15 LIP) | SS1     | 18:00    | Manukau Super 1   | 2.10 km  | Possum Bourne   | 1:28.9  | Possum Bourne |
| 2 (16 LIP) | SS2     | 08:00    | Te Akauth North   | 31.83 km | Tommi Mäkinen   | 18:30.0 | Tommi Mäkinen |
| 2 (16 LIP) | SS3     | 09:53    | Te Akauth South   | 11.00 km | Colin McRae     | 6:58.4  | Tommi Mäkinen |
| 2 (16 LIP) | SS4     | 11:15    | Mangatawhiri 1    | 6.52 km  | Tommi Mäkinen   | 3:42.5  | Tommi Mäkinen |
| 2 (16 LIP) | SS5     | 11:30    | Te Hutewai 1      | 11.39 km | Tommi Mäkinen   | 8:04.2  | Tommi Mäkinen |
| 2 (16 LIP) | SS6     | 11:58    | Whaanga Coast 1   | 29.52 km | Colin McRae     | 21:39.7 | Tommi Mäkinen |
| 2 (16 LIP) | SS7     | 13:45    | Mangatawhiri 2    | 6.52 km  | Carlos Sainz    | 3:47.4  | Tommi Mäkinen |
| 2 (16 LIP) | SS8     | 14:00    | Te Hutewai 2      | 11.39 km | Colin McRae     | 8:18.5  | Colin McRae   |
| 2 (16 LIP) | SS9     | 14:28    | Whaanga Coast 2   | 29.52 km | Tommi Mäkinen   | 23:12.1 | Tommi Mäkinen |
| 2 (16 LIP) | SS10    | 19:15    | Manukau Super 2   | 2.10 km  | Thomas Rådström | 1:36.7  | Tommi Mäkinen |
| 3 (16 LIP) | SS11    | 09:28    | Waipu Gorge 1     | 11.24 km | Didier Auriol   | 6:40.7  | Tommi Mäkinen |
| 3 (16 LIP) | SS12    | 09:46    | Brooks 1          | 16.15 km | Carlos Sainz    | 10:08.6 | Tommi Mäkinen |
| 3 (16 LIP) | SS13    | 10:14    | Paparoa Station 1 | 11.66 km | Tommi Mäkinen   | 6:31.7  | Tommi Mäkinen |
| 3 (16 LIP) | SS14    | 10:42    | Batley            | 19.89 km | Thomas Rådström | 11:22.0 | Tommi Mäkinen |
| 3 (16 LIP) | SS15    | 12:35    | Ararua            | 31.95 km | Tommi Mäkinen   | 20:22.3 | Tommi Mäkinen |
| 3 (16 LIP) | SS16    | 13:28    | Cassidy           | 20.06 km | Tommi Mäkinen   | 11:36.9 | Tommi Mäkinen |
| 3 (16 LIP) | SS17    | 15:01    | Parahi            | 24.00 km | Juha Kankkunen  | 12:59.8 | Tommi Mäkinen |
| 3 (16 LIP) | SS18    | 15:59    | Waipu Gorge 2     | 11.24 km | Thomas Rådström | 6:44.7  | Tommi Mäkinen |
| 3 (16 LIP) | SS19    | 16:17    | Brooks 2          | 16.15 km | Juha Kankkunen  | 10:18.4 | Tommi Mäkinen |
| 3 (16 LIP) | SS20    | 16:45    | Paparoa Station 2 | 11.66 km | Juha Kankkunen  | 6:43.2  | Tommi Mäkinen |
| 4 (17 LIP) | SS21    | 09:13    | Te Akauth North 2 | 32.23 km | Tommi Mäkinen   | 19:25.5 | Tommi Mäkinen |
| 4 (17 LIP) | SS22    | 11:16    | Ridge 1           | 8.07 km  | Tommi Mäkinen   | 4:55.2  | Tommi Mäkinen |
| 4 (17 LIP) | SS23    | 11:29    | Campbell 1        | 7.79 km  | Tommi Mäkinen   | 4:01.8  | Tommi Mäkinen |
| 4 (17 LIP) | SS24    | 11:47    | Ridge 2           | 11.66 km | Didier Auriol   | 4:58.3  | Tommi Mäkinen |
| 4 (17 LIP) | SS25    | 12:00    | Campbell 2        | 7.79 km  | Carlos Sainz    | 4:02.5  | Tommi Mäkinen |
| 4 (17 LIP) | SS26    | 12:23    | Fyfe 1            | 10.00 km | Didier Auriol   | 5:58.9  | Tommi Mäkinen |
| 4 (17 LIP) | SS27    | 12:46    | Fyfe 2            | 10.00 km | Carlos Sainz    | 5:56.9  | Tommi Mäkinen |

## Klasyfikacja po 9 rundach
Tabele przedstawiają tylko pięć pierwszych miejsc.

### Kierowcy
| Lp. | Kierowca       | Pkt |
| --- | -------------- | --- |
| 1   | Tommi Mäkinen  | 46  |
| 2   | Didier Auriol  | 35  |
| 3   | Carlos Sainz   | 30  |
| 4   | Juha Kankkunen | 24  |
| 5   | Colin McRae    | 23  |

### Producenci
| Lp. | Producent                    | Pkt |
| --- | ---------------------------- | --- |
| 1   | Toyota Castrol Team          | 78  |
| 2   | Marlboro Mitsubishi Ralliart | 59  |
| 3   | Subaru WRT                   | 52  |
| 4   | Ford Motor Co. Ltd.          | 35  |
| 5   | Seat Sport                   | 12  |